# Hedwig Pringsheim
Gertrud Hedwig Anna Pringsheim, född Dohm den 13 juli 1855 i Berlin, död den 27 juli 1942 i Zurich, var en tysk skådespelare.
Pringsheim föddes som dotter till författaren och satirikern Ernst Dohm och författaren och feminsten Hedwig Dohm. Föräldrarna hade konverterat till protestantismen från judendomen.  
Pringsheim gifte sig år 1878 med den tyska matematikern Alfred Pringsheim. Fram till det att Pringsheim gifte sig verkade hon som skådespelare i Berlin. Tillsammans fick paret fem barn: Erik Pringsheim, fysikern Peter Pringsheim, kompositören och musikkritikern Heinz Pringsheim samt tvillingarna Klaus Pringsheim och Katia Mann, född Pringsheim. Den senare kom att gifta sig med den tyska författaren Thomas Mann. 
Som skådespelare debuterade Pringsheim år 1875 vid Hoftheater i Meiningen i en uppsättning av Friedrich Schillers Kärlek och politik. Pringsheim spelade då rollen som Louise. Andra roller inkluderade Shylocks dotter Jessica i William Shakespears Köpmannen i Venedig och Käthchen i Heinrich von Kleists Das Käthchen von Heilbronn. Den senare rollen spelade hon även på teaterns europeiska turnéer. 
Makarna Pringsheim var välbeställda och höll ofta salong i hemmet för bekantskapskretsen. I och med Pringsheims judiska ursprung blev det dock genom nazisternas allt starkare politiska ställning svårare för dem att leva i Tyskland under 1930-talet. Mot slutet av decenniet tvingades paret därför att sälja sitt hem till nazisterna. De kom då att flytta till Zurich där båda bara några år senare avled, maken år 1941 och Pringsheim året därpå, 87 år gammal.